# Шпрух
Шпрух (нем. Spruch — изречение) — жанр немецкой средневековой поэзии, короткое стихотворение назидательного свойства, написанное простым разговорным языком. Распространение получил в XII—XV веках. Со шпрухами выступали шпильманы и миннезингеры. Тематически могли носить как религиозный, так и светский, сатирический характер.
Возникновение шпруха связывают с именем Вальтера фон дер Фогельвейде, а его развитие — с творчеством Ганса Сакса. Другие известные авторы шпрухов: Сперфогель, Фрейданк, Зухенвирт.